# غرب الأناضول
غرب الأناضول المنطقة الجغرافية التي تشمل جنوب منطقة مرمرة، ومنطقة بحر إيجة وغرب منطقة البحر الأبيض المتوسط وإسكيشهير من منطقة وسط الأناضول. وهي من أنشط مناطق الأناضول ثقافيا واقتصاديا.